# Carlsbahn
La Carlsbahn (letteralmente: "ferrovia di Carlo", in onore del landgravio Carlo I d'Assia-Kassel che nel 1699 aveva fondato la città di Carlshafen) era una linea ferroviaria a scartamento normale della Germania che correva lungo il fiume Diemel tra Hümme e Bad Karlshafen; aperta al traffico il 30 marzo 1848 venne dismessa definitivamente il 27 settembre 1986. Costituiva una parte dell'itinerario nord della Friedrich-Wilhelms-Nordbahn il cui resto fa ora parte della linea Kassel–Warburg.
La linea che era lunga 16,5 km, era l'unica ferrovia di collegamento al porto fluviale sul Weser, dell'Assia-Kassel. Era una delle più antiche della Germania.

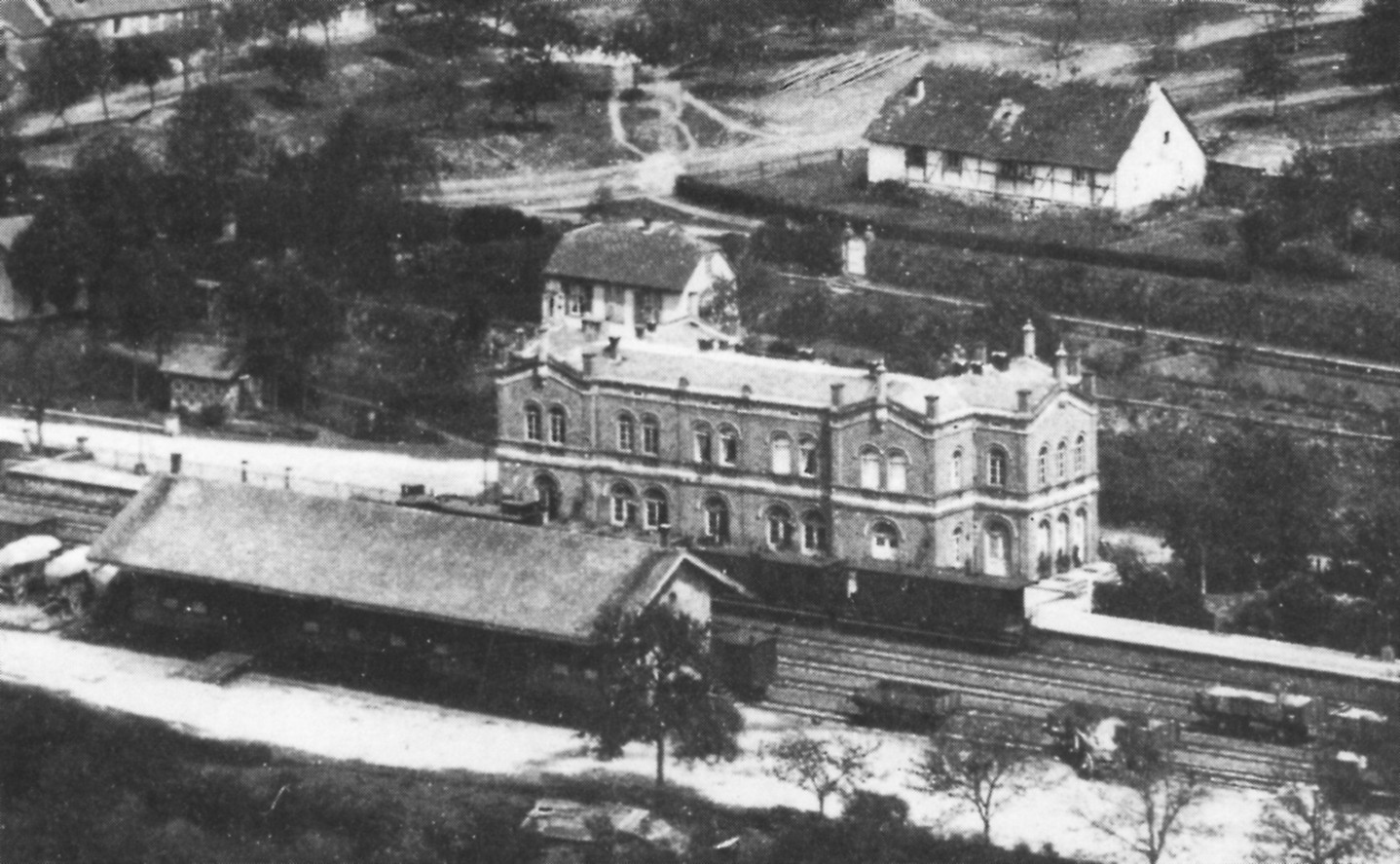
Stazione Carlshafen nel 1877

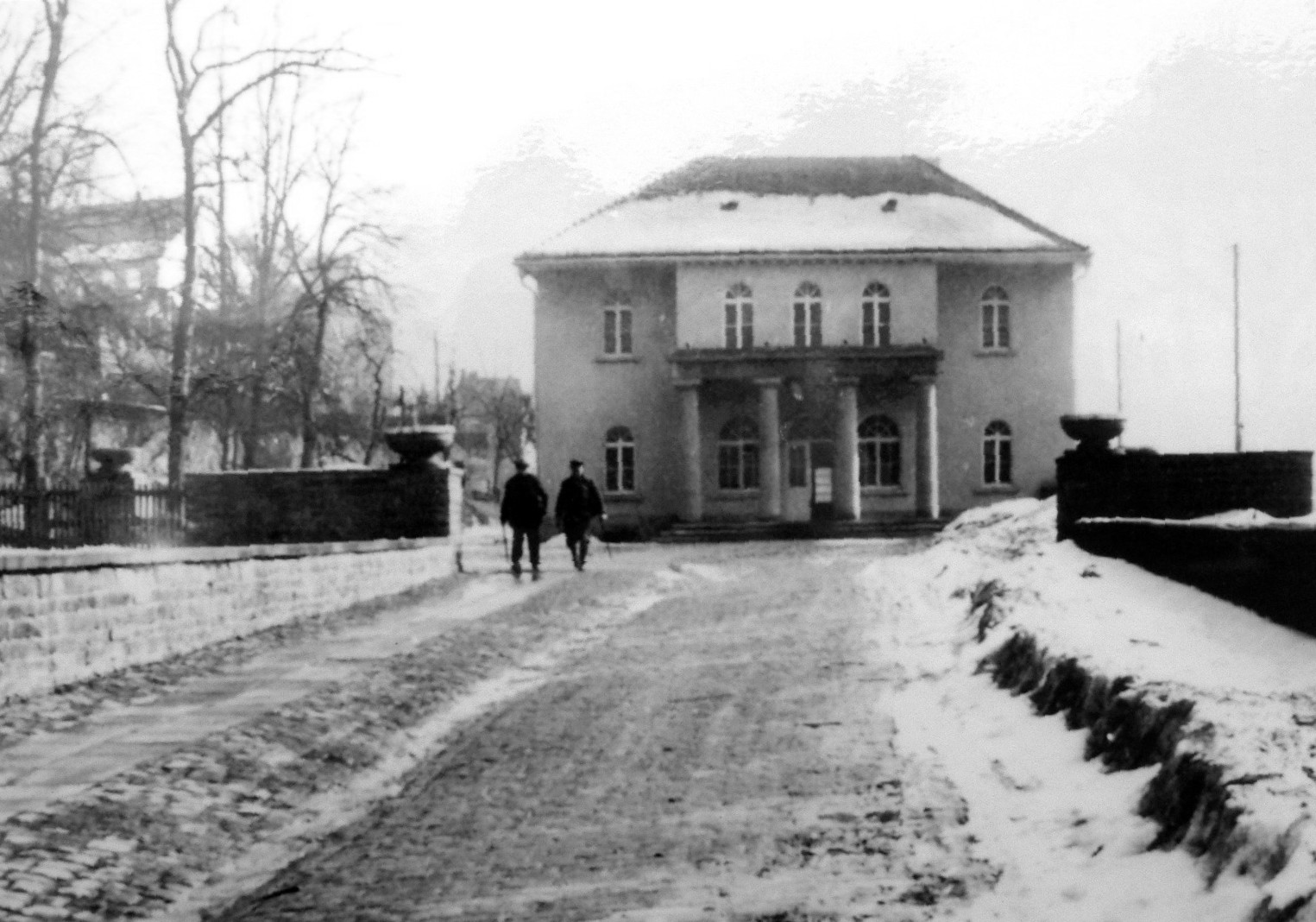
Stazione Carlshafen dopo la ricostruzione del 1920

## Storia
In seguito alle trattative del 1840 tra gli stati di Sassonia-Weimar-Eisenach, Sassonia-Coburgo-Gotha, Prussia e Assia-Kassel era stata stabilita una concessione che prevedeva la costruzione di una ferrovia a trazione equina tra Kassel e Carlshafen. Nel 1846 venne deciso di adottare la trazione a vapore; il 6 agosto dello stesso anno venne incaricata della costruzione la società Kurfürst-Friedrich-Wilhelms-Nordbahn Aktiengesellschaft. La linea prese il nome di Carlsbahn dalla città di Bad Karlshafen, che fino al 1935 si chiamava Carlshafen (in italiano Porto di Carlo). Tali nomi erano stati attribuiti all'atto della fondazione della città in onore di Carlo I, langravio di Assia-Kassel.
La linea diramata per Carlshafen venne aperta il 30 marzo del 1848 contemporaneamente agli 11,5 km della linea principale tra Hümme e Grebenstein. Furono le prime linee ferroviarie dell'Assia.
Il servizio iniziò con due coppie di treni al giorno e dal primo agosto 1848, questi aumentarono a tre coppie. Un'estensione della linea non trovò attuazione in seguito al declino del traffico fluviale e quindi di quello della ferrovia a cui contribuì non poco la costruzione della Sollingbahn con un'altra stazione di Carlshafen sulla riva opposta del Weser. In seguito alla guerra del 1866 mutarono le condizioni politiche con le annessioni alla Prussia di Kurhessen e Hanover. La linea venne rinominata Hessische Nordbahn e si progettò la costruzione di linee da Karlshafen via Detmold ed Herford per Lemförde. Dal primo aprile 1867 la direzione della compagnia ferroviaria venne stabilita a Kassel; l'anno dopo venne rilevata dalla società Bergisch-Märkische (BME) e infine il 1º gennaio 1882 nazionalizzata nelle ferrovie di stato prussiane.
Nel 1918 la linea venne inglobata nelle nuove Deutsche Reichsbahn che attuarono una severa ristrutturazione dei servizi; la frequenza dei treni diminuì ancora nel 1924 a sole tre coppie.
La seconda guerra mondiale non arrecò molti danni alla linea che riprese, nella primavera del 1946, una coppia giornaliera di servizi passeggeri e qualche merci settimanale. Nel 1949 erano aumentati a sei coppie di cui alcune per Kassel. Alla fine degli anni cinquanta vennero impiegati sulla linea delle piccole automotrici diesel del tipo railbus e piccole locomotive per treni passeggeri e merci.
Il 25 settembre 1966 circolò l'ultimo treno passeggeri nella linea e vennero soppresse le tradotte merci sulla sezione Trendelburg–Karlshafen. La motivazione ufficiale fu attribuita al cattivo stato dell'armamento e alla mancanza di fondi. Le operazioni merci tra Trendelburg e Hümme cessarono il 27 settembre 1986.

## Caratteristiche
La linea si staccava dalla principale, Kassel–Warburg, all'uscita nord della stazione di Hümme. Il percorso, di 16,5 km era a semplice binario con curve di raggio minimo di 200 m e correva lungo il lato orientale del fiume Diemel. L'arrivo al terminale fluviale avveniva frontalmente per cui erano previste delle piattaforme girevoli per disporre i vagoni parallelamente alle banchine del porto fluviale. Una galleria di 202 m, tra Trendelburg e Wülmersen, permetteva l'attraversamento del monte Kesselberg. Le stazioni in origine erano, Trendelburg, Helmarshausen e Carlshafen. Nel 1895 si aggiunse Stammen, nel 1899 Wülmersen. Nel 1902 venne costruito il raccordo per Rittergut.

### Percorso

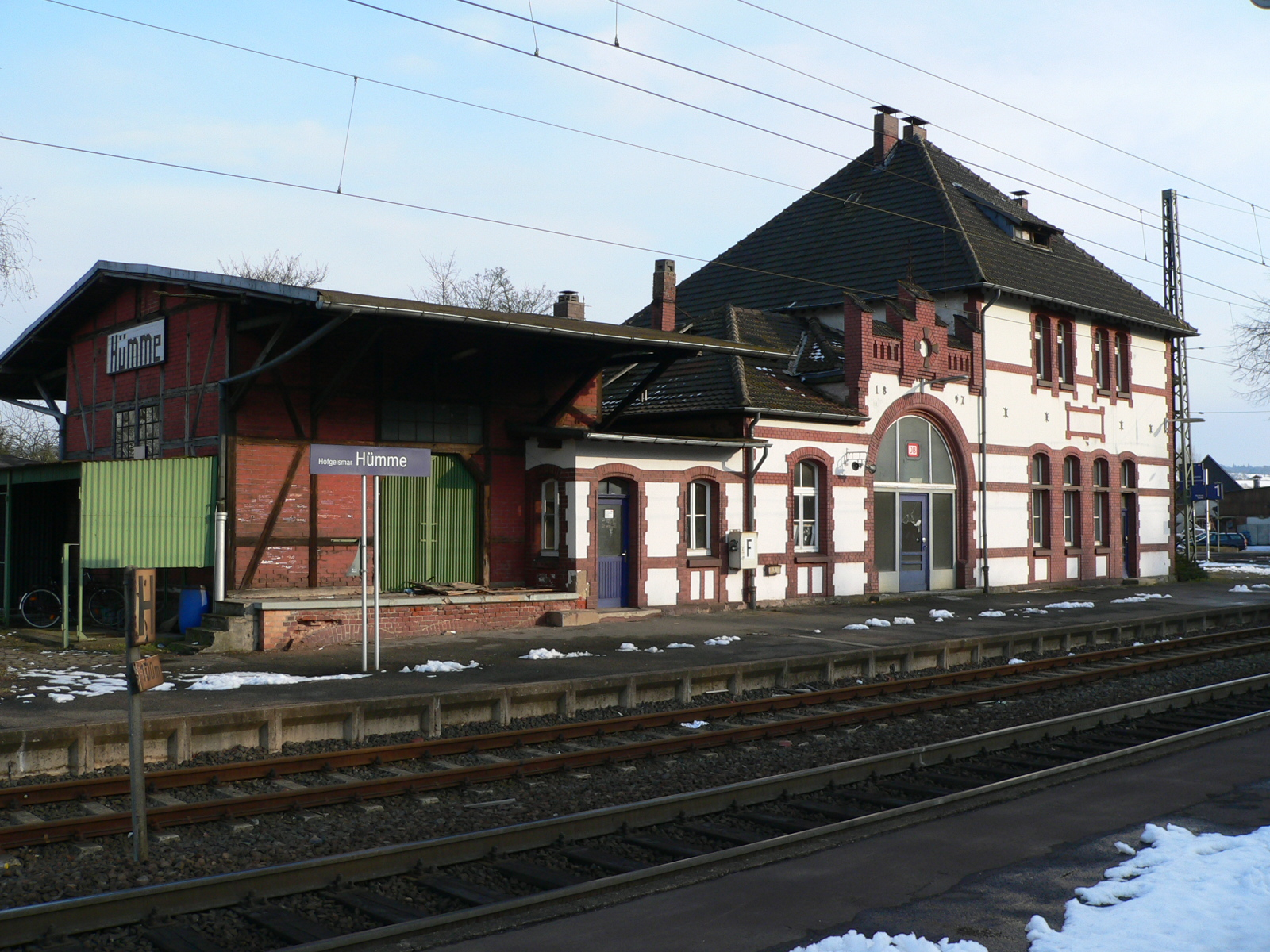
Stazione di Hofgeismar-Hümme

| Station on transverse track |

| Transverse water |

| Unknown route-map component "exKBHFa" |

| Unknown route-map component "exABZg+r" |

| Unknown route-map component "exBHF" |

| Unknown route-map component "exABZgr" |

| Unknown route-map component "exHST" |

| Unknown route-map component "exhKRZWae" |

| Unknown route-map component "exTUNNEL1" |

| Unknown route-map component "exABZg+l" |

| Unknown route-map component "exBHF" |

| Unknown route-map component "exhSTRae" |

| Unknown route-map component "exHST" |

| Unknown route-map component "exhSTRae" |

| Unknown route-map component "xABZg+r" |

| Station on track |

| Straight track |

## Galleria d'immagini

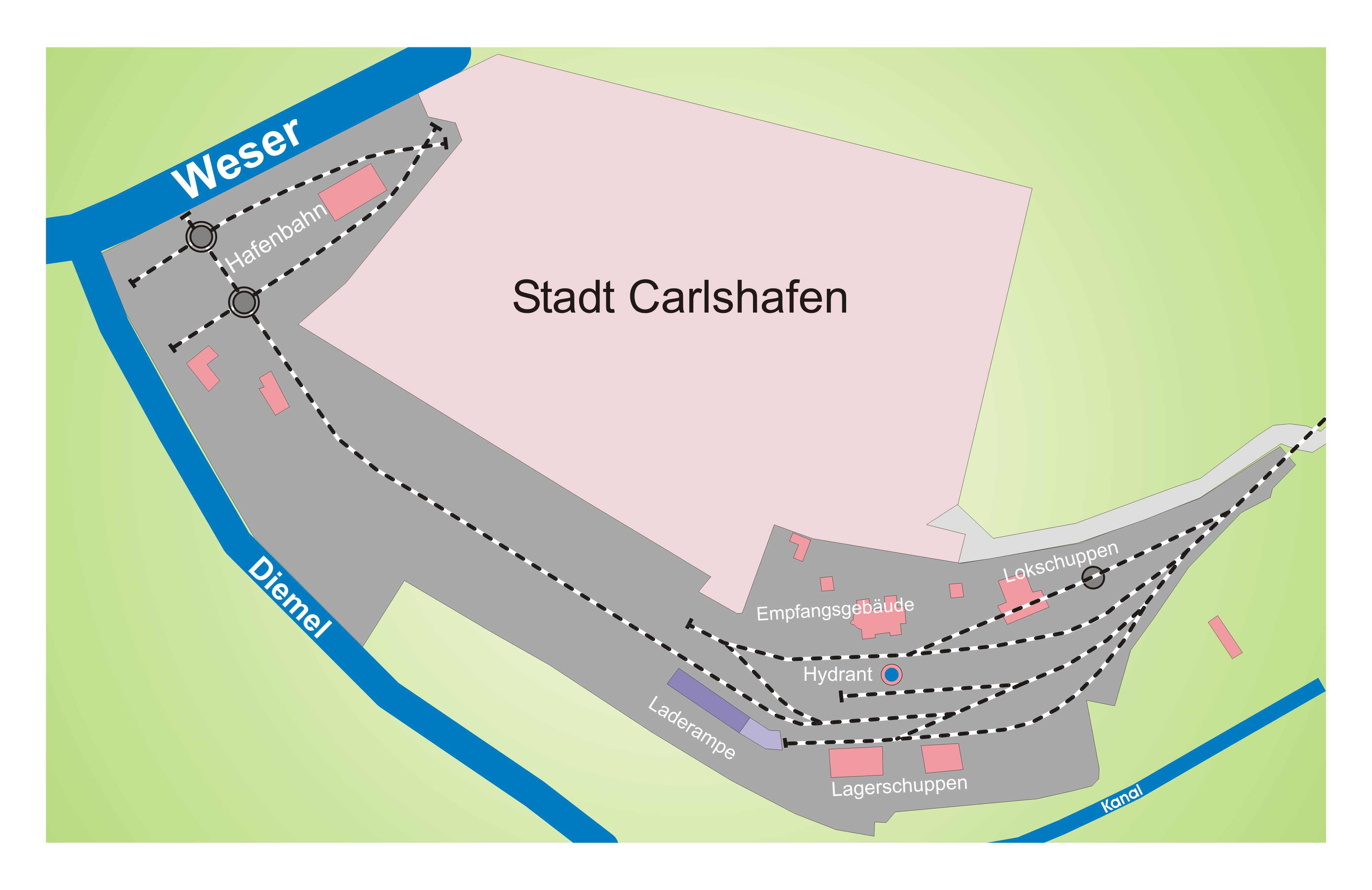
Pianta della stazione di Carlshafen.
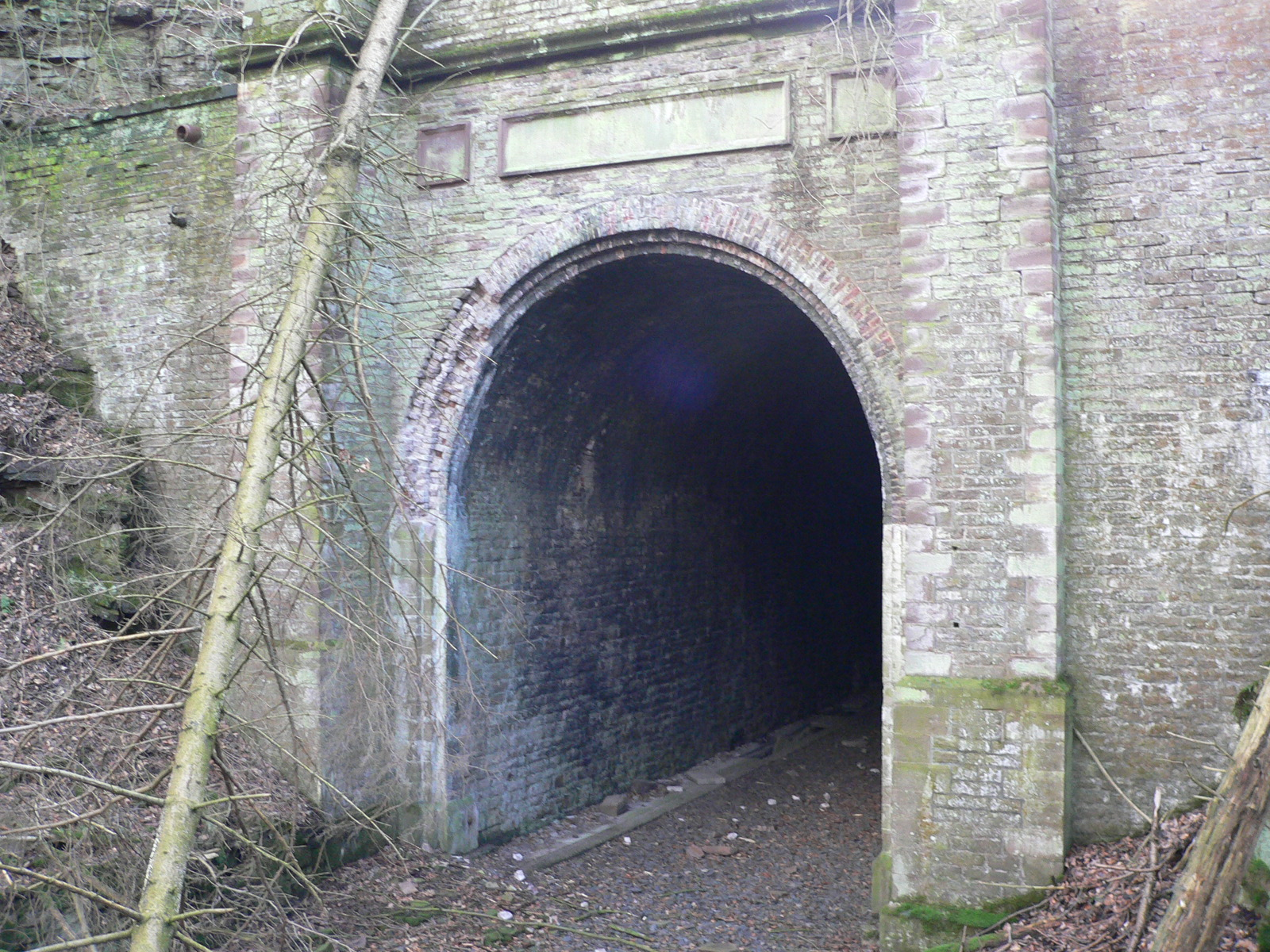
ex Tunnel della ferrovia di Carl nel 2006.
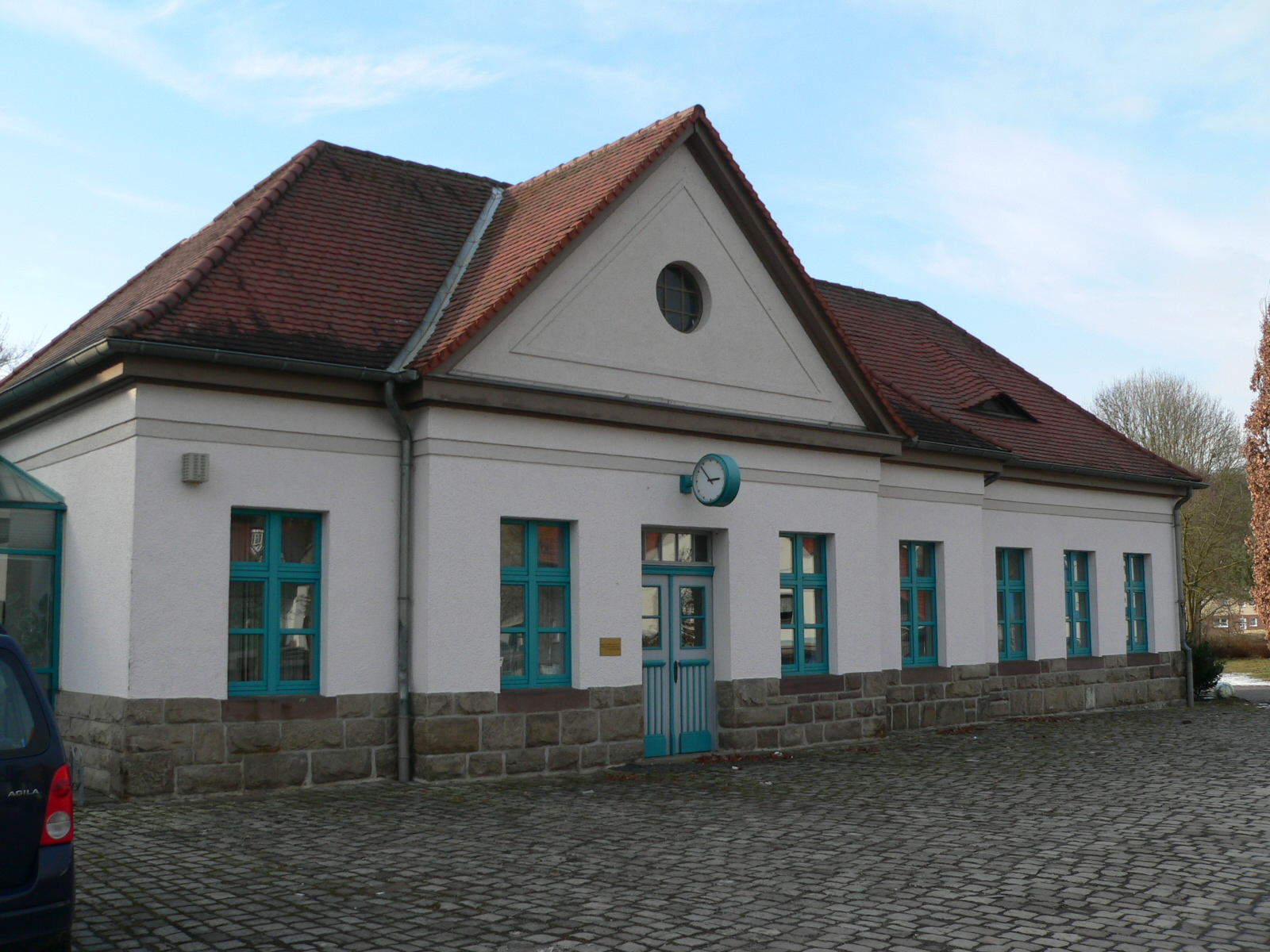
Stazione di Trendelburg nel 1914.